# Einheitliche Regionalwahlen in Japan 2007
Die 16. japanischen einheitlichen Regionalwahlen 2007 (jap. 2007年統一地方選挙, 2007-nen tōitsu chihō senkyo) fanden im April 2007 statt. Am 8. April 2007 wurden 44 der 47 Präfekturparlamente, 13 Gouverneure sowie vier Bürgermeister und 15 Stadträte in „Großstädten per Regierungserlass“ (seirei shitei toshi) gewählt. Am 22. April 2007 folgten Bürgermeister- oder Ratswahlen in über 1000 weiteren Gemeinden; gleichzeitig fanden in Fukushima und Okinawa Nachwahlen für das Sangiin, das nationale Oberhaus, statt.

## Präfekturebene

### Gouverneurswahlen
In 13 Präfekturen, darunter Hokkaidō, Tokio und Kanagawa wurden Gouverneure gewählt, wobei sich insgesamt neun Amtsinhaber einer Wiederwahl stellten. In Hokkaidō, Iwate und Fukuoka hatten jeweils zwei verschiedene Kandidaten die Unterstützung der regierenden Liberaldemokratischen Partei (LDP) und der Demokratischen Partei (DPJ), der größten Oppositionspartei. In Tokio und Kanagawa wurden keine formalen Unterstützungen ausgesprochen. Bei den übrigen Gouverneurswahlen gab es entweder einen von beiden großen Parteien gemeinsam unterstützten Kandidaten bzw. nur einen LDP-gestützten Bewerber und einen kommunistischen Gegenkandidaten.
| Präfektur | Wahlsieger (Anzahl bei Wiederwahlen) | Unterstützerparteien | Unterstützerparteien | Unterstützerparteien | Unterstützerparteien | Unterstützerparteien     |
| --------- | ------------------------------------ | -------------------- | -------------------- | -------------------- | -------------------- | ------------------------ |
| Hokkaidō  | Harumi Takahashi (2)                 |                      |                      |                      |                      | LDP, Kōmeitō             |
| Iwate     | Takuya Tasso                         |                      |                      |                      |                      | DPJ                      |
| Tokio     | Shintarō Ishihara (3)                |                      |                      |                      |                      | – (ehemals LDP)          |
| Kanagawa  | Shigefumi Matsuzawa (2)              |                      |                      |                      |                      | – (ehemals DPJ)          |
| Fukui     | Issei Nishikawa (2)                  |                      |                      |                      |                      | LDP, DPJ, Kōmeitō, NVP   |
| Mie       | Akihiko Noro (2)                     |                      |                      |                      |                      | LDP, DPJ, Kōmeitō, SDP   |
| Nara      | Shōgo Arai                           |                      |                      |                      |                      | LDP, Kōmeitō             |
| Tokushima | Kamon Iizumi (2)                     |                      |                      |                      |                      | LDP, Kōmeitō             |
| Tottori   | Shinji Hirai                         |                      |                      |                      |                      | LDP, Kōmeitō             |
| Shimane   | Zembē Mizoguchi                      |                      |                      |                      |                      | LDP, Kōmeitō             |
| Ōita      | Katsusada Hirose (2)                 |                      |                      |                      |                      | – (ehemals LDP-gestützt) |
| Fukuoka   | Wataru Asō (4)                       |                      |                      |                      |                      | – (ehemals LDP-gestützt) |
| Saga      | Yasushi Furukawa (2)                 |                      |                      |                      |                      | LDP, Kōmeitō             |

### Parlamentswahlen
Mit Ausnahme von Ibaraki, Tokio und Okinawa wurden alle Präfekturparlamente (kengikai, fugikai, dōgikai) neu gewählt. Die Abgeordneten werden durch einfache nicht-übertragbare Stimme in Mehrmandatswahlkreisen auf vier Jahre bestimmt.
Zwar konnte die DPJ ihren Stimmenanteil von 9 auf 16 Prozent fast verdoppeln; allerdings blieb die LDP in allen Parlamenten mit Ausnahme von Iwate, wo die Demokraten aus dem Stand 21 der 48 Mandate gewannen, stärkste Partei. In vielen Parlamenten stellen Unabhängige einen erheblichen Teil der Abgeordneten. In Osaka konnte die Kōmeitō die DPJ  als zweitstärkste Partei hinter der LDP übertreffen. In Kanagawa blieb die DPJ mit 34 der 107 Mandate nur knapp hinter der LDP mit 36.
| Partei | Partei                       | Partei                       | Stimmen    | Anteil  | Abgeordnete | davon ohne Abstimmung |
| ------ | ---------------------------- | ---------------------------- | ---------- | ------- | ----------- | --------------------- |
|        | Liberaldemokratische Partei  | Liberaldemokratische Partei  | 14.664.639 | 38,4 %  | 1212        | 278                   |
|        | Demokratische Partei         | Demokratische Partei         | 6.275.981  | 16,4 %  | 375         | 46                    |
|        | Kōmeitō                      | Kōmeitō                      | 2.950.454  | 7,7 %   | 181         | 6                     |
|        | Kommunistische Partei Japans | Kommunistische Partei Japans | 2.881.897  | 7,6 %   | 100         | 7                     |
|        | Sozialdemokratische Partei   | Sozialdemokratische Partei   | 710.828    | 1,9 %   | 52          | 5                     |
|        | Neue Volkspartei             | Neue Volkspartei             | 20.800     | 0,1 %   | 1           | 0                     |
|        | Sonstige                     | Sonstige                     | 699.733    | 1,8 %   | 40          | 5                     |
|        | Unabhängige                  | Unabhängige                  | 9.960.217  | 26,1 %  | 583         | 69                    |
|        | LDP-nah                      | 249                          | 9.960.217  | 26,1 %  | 26          |                       |
|        | DPJ-nah                      | 128                          | 9.960.217  | 26,1 %  | 21          |                       |
|        | SDP-nah                      | 30                           | 9.960.217  | 26,1 %  | 4           |                       |
|        | sonstige                     | 176                          | 9.960.217  | 26,1 %  | 18          |                       |
| Summe  | Summe                        | Summe                        | 38.164.549 | 100,0 % | 2544        | 416                   |

Die Zahl der weiblichen Kandidaten war zwar leicht gegenüber 2003 zurückgegangen, die Zahl der gewählten Frauen erreichte aber mit 190 (gegenüber 164 2003) einen neuen Höchststand.
| Nordjapan                                              | Nordjapan | Nordjapan | Nordjapan | Nordjapan | Nordjapan | Nordjapan | Nordjapan | Nordjapan | Nordjapan | Nordjapan | Nordjapan | Nordjapan                 | Nordjapan | Nordjapan        | Nordjapan | Nordjapan | Nordjapan | Nordjapan   | Nordjapan |
| Präfektur                                              | Mehrheit  | Mehrheit  |           | LDP       |           | DPJ       |           | Kōmeitō   |           | KPJ       |           | andere                    | andere    | andere           | andere    | andere    |           | Unabhängige | Summe     |
| ------------------------------------------------------ | --------- | --------- | --------- | --------- | --------- | --------- | --------- | --------- | --------- | --------- | --------- | ------------------------- | --------- | ---------------- | --------- | --------- | --------- | ----------- | --------- |
| Hokkaidō                                               |           | LDP: rel. | 45        | 45        | 35        | 35        | 7         | 7         | 2         | 2         | –         | –                         | –         | –                | –         | –         | 17        | 17          | 106       |
| Aomori                                                 |           | LDP: rel. | 24        | 24        | 6         | 6         | 2         | 2         | 2         | 2         |           | SDP: 1                    | –         | –                | –         | –         | 13        | 13          | 48        |
| Iwate                                                  |           | DPJ: rel. | 13        | 13        | 21        | 21        | 1         | 1         | 1         | 1         |           | Iwate Seiwakai: 4         |           | SDP: 3           | –         | –         | 5         | 5           | 48        |
| Miyagi                                                 |           | LDP: rel. | 30        | 30        | 9         | 9         | 4         | 4         | 2         | 2         |           | SDP: 2                    | –         | –                | –         | –         | 14        | 14          | 61        |
| Akita                                                  |           | LDP: rel. | 19        | 19        | 2         | 2         | 1         | 1         | 1         | 1         |           | SDP: 3                    |           | NVP: 1           | –         | –         | 18        | 18          | 45        |
| Yamagata                                               |           | LDP: abs. | 27        | 27        | 1         | 1         | 1         | 1         | 2         | 2         |           | SDP: 2                    | –         | –                | –         | –         | 11        | 11          | 44        |
| Fukushima                                              |           | LDP: rel. | 29        | 29        | 11        | 11        | 3         | 3         | 3         | 3         |           | SDP: 3                    | –         | –                | –         | –         | 9         | 9           | 58        |
| Ost- und Zentraljapan (nicht zur Wahl: Ibaraki, Tokio) |           |           |           |           |           |           |           |           |           |           |           |                           |           |                  |           |           |           |             |           |
| Präfektur                                              | Mehrheit  | Mehrheit  |           | LDP       |           | DPJ       |           | Kōmeitō   |           | KPJ       |           | andere                    | andere    | andere           | andere    | andere    |           | Unabhängige | Summe     |
| Tochigi                                                |           | LDP: abs. | 32        | 32        | 6         | 6         | 2         | 2         | 1         | 1         | –         | –                         | –         | –                | –         | –         | 9         | 9           | 50        |
| Gunma                                                  |           | LDP: abs. | 32        | 32        | 3         | 3         | 2         | 2         | 1         | 1         | –         | –                         | –         | –                | –         | –         | 12        | 12          | 50        |
| Saitama                                                |           | LDP: rel. | 41        | 41        | 15        | 15        | 10        | 10        | 1         | 1         |           | Ikiiki Saitama: 3         |           | Kaeyō Saitama: 3 |           | SDP: 1    | 20        | 20          | 94        |
| Chiba                                                  |           | LDP: abs. | 50        | 50        | 20        | 20        | 7         | 7         | 4         | 4         |           | Shimin Net: 2             |           | SDP: 1           | –         | –         | 11        | 11          | 95        |
| Kanagawa                                               |           | LDP: rel. | 36        | 36        | 34        | 34        | 12        | 12        | 1         | 1         |           | SDP: 1                    |           | Shimin Net: 1    | –         | –         | 22        | 22          | 107       |
| Niigata                                                |           | LDP: abs. | 29        | 29        | 8         | 8         | 1         | 1         | 1         | 1         |           | Mushozoku no Kai: 3       |           | SDP: 1           | –         | –         | 10        | 10          | 53        |
| Toyama                                                 |           | LDP: abs. | 29        | 29        | 2         | 2         | 1         | 1         | 1         | 1         |           | SDP: 4                    | –         | –                | –         | –         | 3         | 3           | 40        |
| Ishikawa                                               |           | LDP: abs. | 24        | 24        | 2         | 2         | 2         | 2         | 1         | 1         |           | Shinshin Ishikawa: 6      |           | SDP: 1           | –         | –         | 10        | 10          | 46        |
| Fukui                                                  |           | LDP: abs. | 24        | 24        | 2         | 2         | 1         | 1         | 0         | 0         | –         | –                         | –         | –                | –         | –         | 13        | 13          | 40        |
| Yamanashi                                              |           |           | 15        | 15        | 3         | 3         | 1         | 1         | 1         | 1         | –         | –                         | –         | –                | –         | –         | 18        | 18          | 38        |
| Nagano                                                 |           |           | 11        | 11        | 4         | 4         | 2         | 2         | 7         | 7         |           | SDP: 2                    |           | Seishinkai: 2    |           | Aozora: 1 | 29        | 29          | 58        |
| Gifu                                                   |           | LDP: abs. | 25        | 25        | 4         | 4         | 2         | 2         | 1         | 1         | –         | –                         | –         | –                | –         | –         | 14        | 14          | 46        |
| Shizuoka                                               |           | LDP: rel. | 35        | 35        | 11        | 11        | 6         | 6         | 1         | 1         | –         | –                         | –         | –                | –         | –         | 21        | 21          | 74        |
| Aichi                                                  |           | LDP: abs. | 57        | 57        | 38        | 38        | 7         | 7         | 0         | 0         | –         | –                         | –         | –                | –         | –         | 2         | 2           | 104       |
| Westjapan                                              |           |           |           |           |           |           |           |           |           |           |           |                           |           |                  |           |           |           |             |           |
| Präfektur                                              | Mehrheit  | Mehrheit  |           | LDP       |           | DPJ       |           | Kōmeitō   |           | KPJ       |           | andere                    | andere    | andere           | andere    | andere    |           | Unabhängige | Summe     |
| Mie                                                    |           | LDP: rel. | 18        | 18        | 9         | 9         | 2         | 2         | 2         | 2         |           | Shinsei Mie: 4            | –         | –                | –         | –         | 16        | 16          | 51        |
| Shiga                                                  |           | LDP: rel. | 16        | 16        | 13        | 13        | 2         | 2         | 3         | 3         |           | Taiwa de tsunagō Shiga: 4 | –         | –                | –         | –         | 9         | 9           | 47        |
| Kyōto                                                  |           | LDP: rel. | 24        | 24        | 11        | 11        | 6         | 6         | 11        | 11        |           | Shinseikai: 2             | –         | –                | –         | –         | 8         | 8           | 62        |
| Osaka                                                  |           | LDP: rel. | 45        | 45        | 20        | 20        | 23        | 23        | 10        | 10        |           | SDP: 1                    | –         | –                | –         | –         | 13        | 13          | 112       |
| Hyōgo                                                  |           |           | 25        | 25        | 18        | 18        | 12        | 12        | 5         | 5         | –         | –                         | –         | –                | –         | –         | 32        | 32          | 92        |
| Nara                                                   |           | LDP: rel. | 20        | 20        | 7         | 7         | 3         | 3         | 5         | 5         |           | SDP: 1                    | –         | –                | –         | –         | 8         | 8           | 44        |
| Wakayama                                               |           | LDP: rel. | 23        | 23        | 1         | 1         | 4         | 4         | 4         | 4         |           | SDP: 1                    | –         | –                | –         | –         | 13        | 13          | 46        |
| Tottori                                                |           | LDP: abs. | 21        | 21        | 5         | 5         | 2         | 2         | 2         | 2         | –         | –                         | –         | –                | –         | –         | 8         | 8           | 38        |
| Shimane                                                |           | LDP: abs. | 21        | 21        | 3         | 3         | 1         | 1         | 1         | 1         | –         | –                         | –         | –                | –         | –         | 11        | 11          | 37        |
| Okayama                                                |           | LDP: rel. | 28        | 28        | 4         | 4         | 5         | 5         | 3         | 3         | –         | –                         | –         | –                | –         | –         | 16        | 16          | 56        |
| Hiroshima                                              |           | LDP: rel. | 33        | 33        | 4         | 4         | 6         | 6         | 1         | 1         | –         | –                         | –         | –                | –         | –         | 22        | 22          | 66        |
| Yamaguchi                                              |           | LDP: abs. | 26        | 26        | 4         | 4         | 4         | 4         | 3         | 3         |           | SDP: 1                    | –         | –                | –         | –         | 11        | 11          | 49        |
| Tokushima                                              |           | LDP: rel. | 20        | 20        | 4         | 4         | 2         | 2         | 3         | 3         | –         | –                         | –         | –                | –         | –         | 12        | 12          | 41        |
| Kagawa                                                 |           | LDP: abs. | 29        | 29        | 3         | 3         | 2         | 2         | 2         | 2         |           | SDP: 4                    | –         | –                | –         | –         | 5         | 5           | 45        |
| Ehime                                                  |           | LDP: abs. | 29        | 29        | 4         | 4         | 2         | 2         | 1         | 1         |           | SDP: 2                    | –         | –                | –         | –         | 9         | 9           | 47        |
| Kōchi                                                  |           |           | 13        | 13        | 1         | 1         | 3         | 3         | 4         | 4         |           | SDP: 2                    | –         | –                | –         | –         | 16        | 16          | 39        |
| Südjapan (nicht zur Wahl: Okinawa)                     |           |           |           |           |           |           |           |           |           |           |           |                           |           |                  |           |           |           |             |           |
| Präfektur                                              | Mehrheit  | Mehrheit  |           | LDP       |           | DPJ       |           | Kōmeitō   |           | KPJ       |           | andere                    | andere    | andere           | andere    | andere    |           | Unabhängige | Summe     |
| Fukuoka                                                |           | LDP: rel. | 40        | 40        | 12        | 12        | 11        | 11        | 1         | 1         |           | Nōseiren: 4               |           | SDP: 1           | –         | –         | 19        | 19          | 88        |
| Saga                                                   |           | LDP: abs. | 27        | 27        | 2         | 2         | 1         | 1         | 1         | 1         |           | SDP: 2                    | –         | –                | –         | –         | 8         | 8           | 41        |
| Nagasaki                                               |           | LDP: rel. | 19        | 19        | 8         | 8         | 4         | 4         | 1         | 1         |           | SDP: 2                    | –         | –                | –         | –         | 12        | 12          | 46        |
| Kumamoto                                               |           | LDP: rel. | 25        | 25        | 2         | 2         | 3         | 3         | 0         | 0         |           | NSP: 1                    | –         | –                | –         | –         | 18        | 18          | 49        |
| Ōita                                                   |           | LDP: rel. | 18        | 18        | 3         | 3         | 3         | 3         | 1         | 1         |           | SDP: 4                    | –         | –                | –         | –         | 15        | 15          | 44        |
| Miyazaki                                               |           | LDP: abs. | 26        | 26        | 3         | 3         | 3         | 3         | 1         | 1         |           | SDP: 5                    | –         | –                | –         | –         | 7         | 7           | 45        |
| Kagoshima                                              |           | LDP: abs. | 38        | 38        | 1         | 1         | 3         | 3         | 1         | 1         |           | SDP: 1                    | –         | –                | –         | –         | 10        | 10          | 54        |

## Kommunalebene

### „Großstädte per Regierungserlass“

#### Bürgermeister
Bei den Bürgermeisterwahlen in Sapporo, Shizuoka und Hiroshima wurden jeweils die Amtsinhaber wiedergewählt. In Hamamatsu konnte der ehemalige DPJ-Unterhausabgeordnete Yasutomo Suzuki Amtsinhaber Yasuyuki Kitawaki, ebenfalls ein ehemaliger DPJ-Abgeordneter, mit rund 204 zu 192 Tausend Stimmen schlagen.
| Stadt                 | Wahlsieger (Anzahl bei Wiederwahlen) | Unterstützerparteien | Unterstützerparteien | Unterstützerparteien |
| --------------------- | ------------------------------------ | -------------------- | -------------------- | -------------------- |
| Sapporo (Hokkaidō)    | Fumio Ueda (2)                       |                      |                      | DPJ, SDP, Shimin Net |
| Shizuoka (Shizuoka)   | Zenkichi Kojima (2*)                 |                      |                      | LDP, Kōmeitō         |
| Hamamatsu (Shizuoka)  | Yasutomo Suzuki                      |                      |                      |                      |
| Hiroshima (Hiroshima) | Tadatoshi Akiba (3)                  |                      |                      |                      |

(*) Zenkichi Kojima war vor 2003 bereits in dritter Amtszeit Bürgermeister des „alten“ Shizuoka, bevor die Fusion mit Shimizu stattfand und Neuwahlen durchgeführt wurden.

#### Stadträte
In 15 seirei shitei toshi wurden die Stadtparlamente neu gewählt, also in allen mit Ausnahme von Shizuoka und Kitakyūshū. In Kawasaki und Nagoya konnte die DPJ den Status als stärkste Partei erobern, in Sakai die Kōmeitō, in allen anderen Städten blieb die LDP stärkste Partei. In Sendai, Niigata und Hamamatsu stellten dabei jedoch Unabhängige mehr Abgeordnete als jede der beiden Parteien.
| Partei | Partei                       | Stimmen   | Anteil  | Abgeordnete |
| ------ | ---------------------------- | --------- | ------- | ----------- |
|        | Liberaldemokratische Partei  | 2.291.044 | 26,7 %  | 276         |
|        | Demokratische Partei         | 1.853.491 | 21,6 %  | 194         |
|        | Kōmeitō                      | 1.398.752 | 16,3 %  | 169         |
|        | Kommunistische Partei Japans | 1.065.600 | 12,4 %  | 124         |
|        | Sozialdemokratische Partei   | 107.911   | 1,3 %   | 15          |
|        | Neue Volkspartei             | 4.421     | 0,1 %   | 0           |
|        | Sonstige                     | 457.818   | 5,3 %   | 39          |
|        | Unabhängige                  | 1.415.894 | 16,5 %  | 166         |
| Summe  | Summe                        | 8.594.931 | 100,0 % | 983         |

| Stadt                 | Mehrheit | Mehrheit    |    | LDP |    | DPJ |    | Kōmeitō |    | KPJ |   | SDP |   | Sonstige            | Sonstige | Sonstige        | Sonstige | Sonstige        |    | Unabhängige | Summe |
| --------------------- | -------- | ----------- | -- | --- | -- | --- | -- | ------- | -- | --- | - | --- | - | ------------------- | -------- | --------------- | -------- | --------------- | -- | ----------- | ----- |
| Sapporo (Hokkaidō)    |          | LDP: rel.   | 23 | 23  | 21 | 21  | 11 | 11      | 6  | 6   | – | –   |   | Shimin Net: 4       | –        | –               | –        | –               | 3  | 3           | 68    |
| Sendai (Miyagi)       |          |             | 10 | 10  | 9  | 9   | 8  | 8       | 6  | 6   | 6 | 6   | – | –                   | –        | –               | –        | –               | 21 | 21          | 60    |
| Saitama (Saitama)     |          | LDP: rel.   | 22 | 22  | 10 | 10  | 11 | 11      | 8  | 8   | – | –   | – | –                   | –        | –               | –        | –               | 13 | 13          | 64    |
| Chiba (Chiba)         |          | LDP: rel.   | 16 | 16  | 9  | 9   | 8  | 8       | 6  | 6   | 0 | 0   |   | Shimin Net: 6       | –        | –               | –        | –               | 9  | 9           | 54    |
| Yokohama (Kanagawa)   |          | LDP: rel.   | 30 | 30  | 28 | 28  | 16 | 16      | 5  | 5   | 0 | 0   |   | Network Yokohama: 4 |          | Yokohama-kai: 4 |          | Kanagawa Net: 1 | 4  | 4           | 92    |
| Kawasaki (Kanagawa)   |          | DPJ: rel.   | 17 | 17  | 18 | 18  | 14 | 14      | 10 | 10  | – | –   |   | Kanagawa Net: 2     | –        | –               | –        | –               | 2  | 2           | 63    |
| Niigata (Niigata)     |          |             | 8  | 8   | 4  | 4   | 5  | 5       | 7  | 7   | 2 | 2   | – | –                   | –        | –               | –        | –               | 30 | 30          | 56    |
| Hamamatsu (Shizuoka)  |          |             | 6  | 6   | 2  | 2   | 4  | 4       | 4  | 4   | 1 | 1   | – | –                   | –        | –               | –        | –               | 37 | 37          | 54    |
| Nagoya (Aichi)        |          | DPJ: rel.   | 23 | 23  | 28 | 28  | 14 | 14      | 8  | 8   | 1 | 1   | – | –                   | –        | –               | –        | –               | 1  | 1           | 75    |
| Kyōto (Kyōto)         |          | LDP: rel.   | 23 | 23  | 12 | 12  | 12 | 12      | 19 | 19  | 0 | 0   | – | –                   | –        | –               | –        | –               | 3  | 3           | 69    |
| Osaka (Osaka)         |          | LDP: rel.   | 30 | 30  | 17 | 17  | 20 | 20      | 16 | 16  | – | –   | – | –                   | –        | –               | –        | –               | 6  | 6           | 89    |
| Sakai (Osaka)         |          | Kōmei: rel. | 10 | 10  | 9  | 9   | 13 | 13      | 8  | 8   | – | –   |   | Winnet: 1           | –        | –               | –        | –               | 11 | 11          | 52    |
| Kōbe (Hyōgo)          |          | LDP: rel.   | 18 | 18  | 17 | 17  | 13 | 13      | 10 | 10  | – | –   |   | Kaikaku Forum: 3    |          | NSP: 2          |          | Shiminryoku: 2  | 4  | 4           | 69    |
| Hiroshima (Hiroshima) |          | LDP: rel.   | 21 | 21  | 2  | 2   | 8  | 8       | 5  | 5   | 4 | 4   | – | –                   | –        | –               | –        | –               | 15 | 15          | 55    |
| Fukuoka (Fukuoka)     |          | LDP: rel.   | 19 | 19  | 8  | 8   | 12 | 12      | 6  | 6   | 1 | 1   |   | Mirai Fukuoka: 6    |          | Fukuoka Net: 3  |          | Heiseikai: 1    | 7  | 7           | 63    |

### Übrige Gemeinden
In 13 Bezirken der Präfektur Tokio, 96 Großstädten und vielen Kleinstädten und Dörfern wurden Bürgermeister gewählt, außerdem zahlreiche Gemeindeparlamente, darunter auch in 21 der 23 Tokioter Bezirke.
In den Großstädten setzten sich 21 LDP-Kandidaten, zwei DPJ-Kandidaten, ein KPJ-Kandidat und ein Sonstiger durch; 18 gewählte Bürgermeister wurden von beiden großen Parteien unterstützt, 53 von keiner der beiden. Landesweite Beachtung fanden unter anderem die Bürgermeisterwahlen in Nagasaki (Nagasaki), wo sich Tomihisa Taue als Nachfolger des erst fünf Tage zuvor erschossenen Bürgermeisters Itchō Itō durchsetzte, in Yūbari (Hokkaidō), einer seit März 2007 insolventen Großstadt, wo Hajime Fujikura, ein ehemaliger Manager, gewählt wurde, und in Tōyō (Kōchi), wo Yasutarō Sawayama als Gegner der Ansiedlung einer geplanten Lagerstätte für hochradioaktive Abfälle die Wahl gewann.